# Búč
Búč (ungarisch Búcs) ist eine Gemeinde im Südwesten der Slowakei mit 1118 Einwohnern (Stand 31. Dezember 2024). Sie liegt im Okres Komárno, einem Teil des Nitriansky kraj.

## Geographie

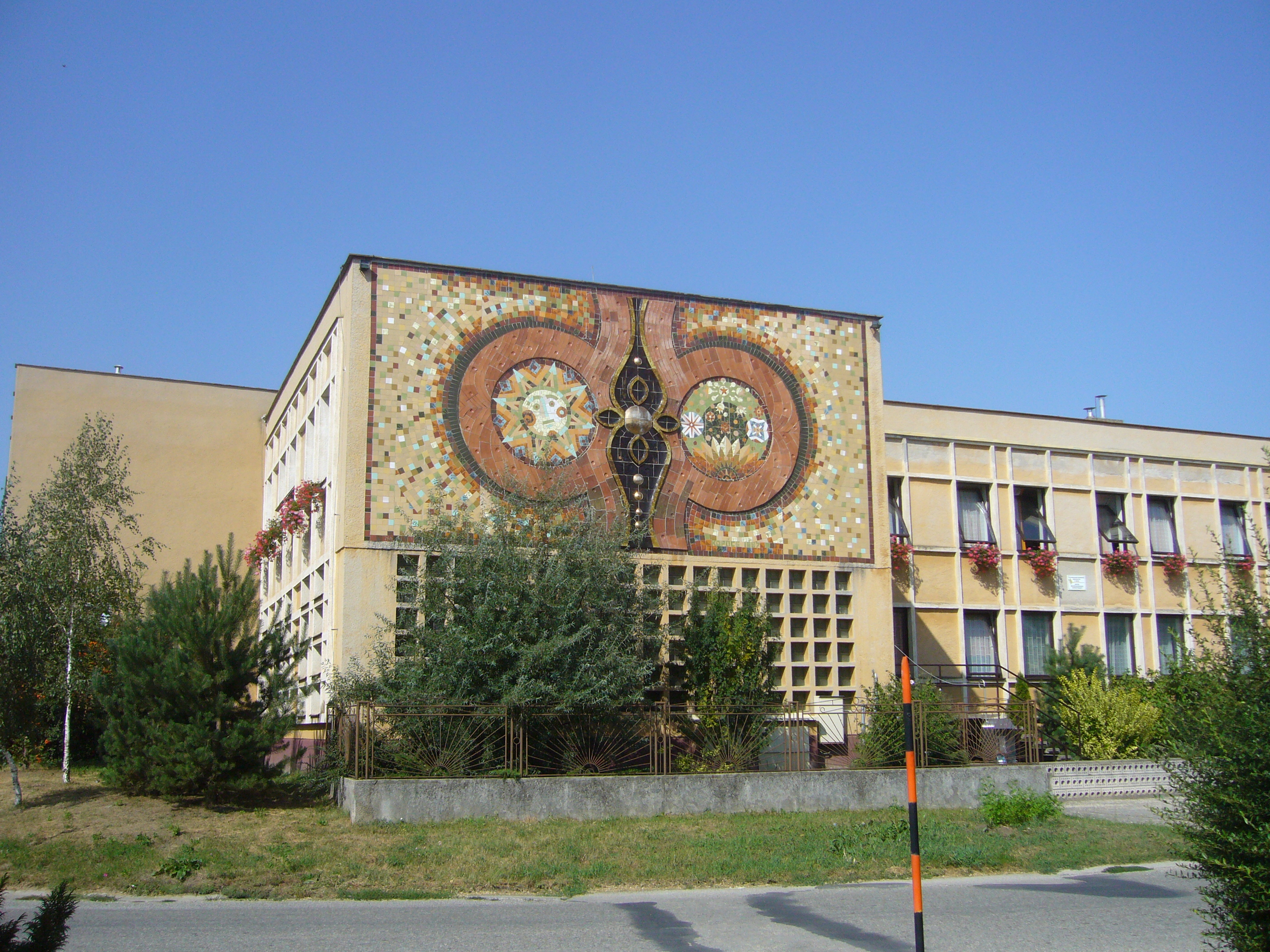
Mosaik am Gebäude der Gemeindeverwaltung

Die Gemeinde befindet sich im slowakischen Donautiefland. Der Südteil des Gemeindegebiets erstreckt sich auf Auböden entlang der Bäche Nagyér und Vojnický potok, der nordöstliche Teil wird von Terrassen gebildet, die aus Löss und angewehtem Sand entstanden sind. Das Ortszentrum liegt auf einer Höhe von 118 m n.m. und ist 24 Kilometer von Štúrovo sowie 30 Kilometer von Komárno entfernt.
Nachbargemeinden sind Bátorove Kosihy im Norden, Gbelce im Nordosten, Mužla im Osten, Kravany nad Dunajom im Süden, Moča im Südwesten und wieder Bátorove Kosihy im Westen.

## Geschichte

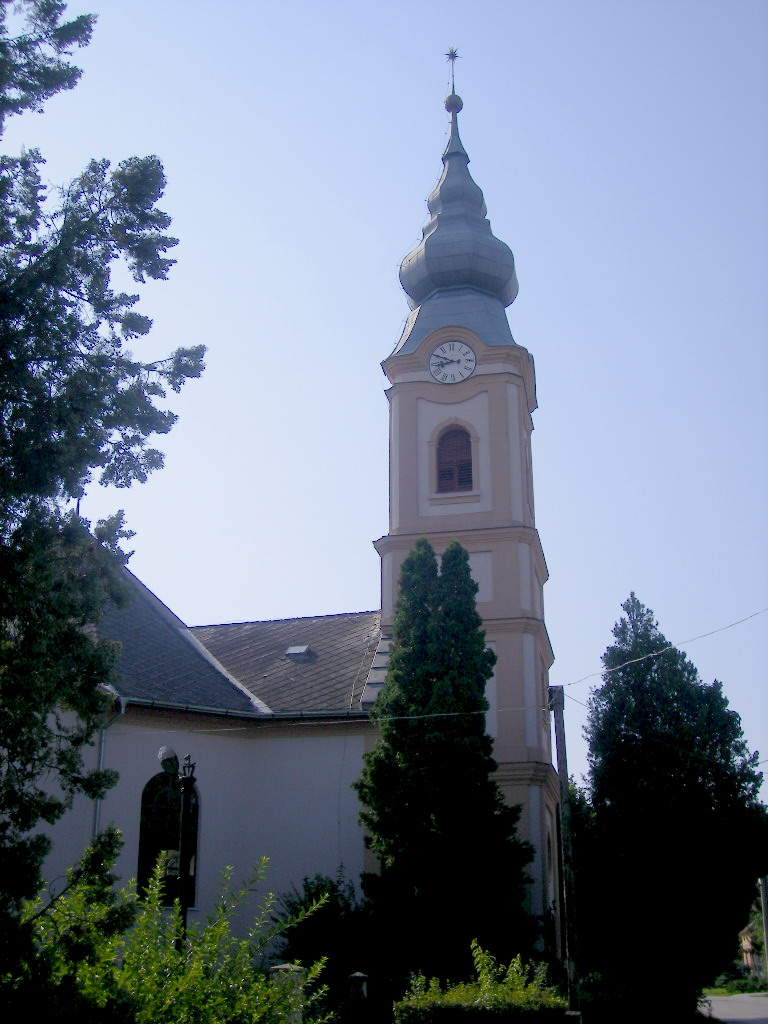
Reformierte Kirche im Ort

Búč wurde zum ersten Mal 1208 als Bulsou schriftlich erwähnt und war abwechselnd Besitz des Erzbistums Gran und des Graner Kapitels. 1311 wurde das Dorf durch angreifende Anhänger des Oligarchen Matthäus Csák verwüstet, doch nach etwa 20 Jahren erscheint der Ortsname in einem Kirchenzehnt-Verzeichnis. Zwischen 1549 und 1683 war Búč gegenüber dem Osmanischen Reich tributpflichtig, gleichzeitig fasste protestantischer Glauben Fuß im Ort. 1860 zählte man 1714 Einwohner, die vorwiegend als Landwirte beschäftigt waren.
Bis 1918/1919 gehörte der im Komitat Gran liegende Ort zum Königreich Ungarn und kam danach zur Tschechoslowakei beziehungsweise heute Slowakei. Infolge des Ersten Wiener Schiedsspruchs war Búč zwischen 1938 und 1945 noch einmal Teil von Ungarn.

## Bevölkerung
| Jahr                | 1994 | 2004     | 2014    | 2024    |
| ------------------- | ---- | -------- | ------- | ------- |
| Anzahl der Personen | 1337 | 1196     | 1151    | 1118    |
| Unterschied         |      | −10,54 % | −3,76 % | −2,86 % |

| Jahr                | 2023 | 2024    |
| ------------------- | ---- | ------- |
| Anzahl der Personen | 1113 | 1118    |
| Unterschied         |      | +0,44 % |

Gemäß der Volkszählung 2011 wohnten in Búč 1190 Einwohner, davon 1084 Magyaren, 92 Slowaken sowie jeweils zwei Roma und Tschechen. 10 Einwohner machten keine Angabe zur Ethnie.
713 Einwohner bekannten sich zur reformierten Kirche, 349 Einwohner zur römisch-katholischen Kirche, vier Einwohner zur griechisch-katholischen Kirche, drei Einwohner zur Evangelischen Kirche A. B., zwei Einwohner zur evangelisch-methodistischen Kirche sowie jeweils ein Einwohner zu den Zeugen Jehovas, zur Pfingstbewegung und zur tschechoslowakischen hussitischen Kirche; ein Einwohner bekannte sich zu einer anderen Konfession. 81 Einwohner waren konfessionslos und bei 34 Einwohnern wurde die Konfession nicht ermittelt.

## Bauwerke
- kalvinistische (reformierte) Toleranzkirche aus dem Jahr 1784
- römisch-katholischer Glockenturm aus dem Jahr 1914